# Gorzka siedemnastka
Gorzka siedemnastka – amerykański komediodramat napisany i wyreżyserowany przez Kelly Fremon Craig. Światowa premiera miała miejsce 16 września 2016 roku na Międzynarodowym Festiwalu Filmowym w Toronto.
Kelly Fremon Craig otrzymała, za ten film, nagrodę NYFCC w kategorii Najlepszy pierwszy film.